# Harapan Baru (Sei Lepan)
Harapan Baru is een bestuurslaag in het regentschap Langkat van de provincie Noord-Sumatra, Indonesië. Harapan Baru telt 1557 inwoners (volkstelling 2010).